# 卢济
卢济（法語：Louzy，法語發音：[luzi]）是法国德塞夫勒省的一个市镇，属于布雷叙尔区。

## 地理
卢济（47°0'45"N, 0°11'6"W）面积18.64 平方千米，位于法国新阿基坦大区德塞夫勒省，该省份为法国西部内陆省份，北起曼恩-卢瓦尔省，西接旺代省，南至夏朗德省和滨海夏朗德省，东临维埃纳省。
与卢济接壤的市镇（或旧市镇、城区）包括：圣西尔拉朗德、圣莱热德蒙布兰、圣马丹德桑宰、圖阿爾。

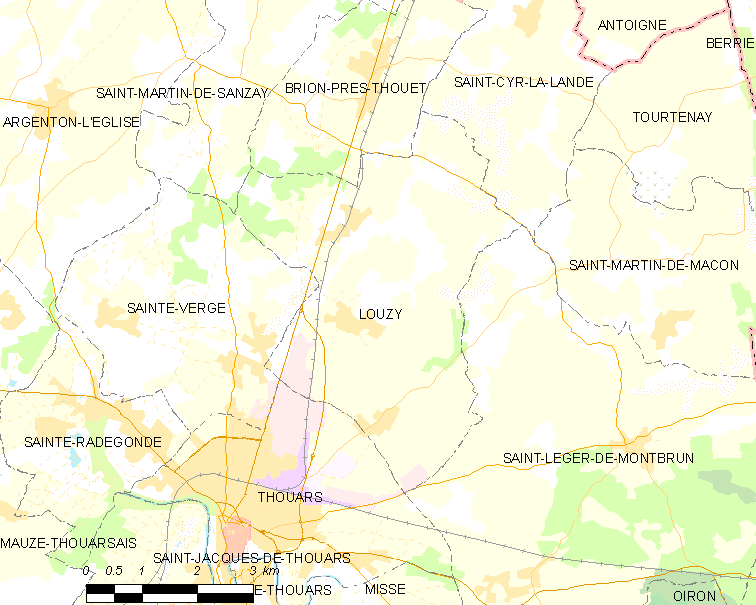
卢济的OSM定位图

卢济的时区为UTC+01:00、UTC+02:00（夏令时）。

## 行政
卢济的邮政编码为79100，INSEE市镇编码为79157。

## 政治
卢济所属的省级选区为图阿尔县。

## 人口

1962-2008年间卢济人口变化图示

卢济于2022年1月1日时的人口数量为1292人。